# Pisma iz Amarne
Pismima iz Amarne (često i Arhiva iz Amarne) naziva se bogati nalaz glinenih pločica pisanih babilonskim klinastim pismom koje su bile arhiv faraona Ehnatona u njegovoj rezidenciji u Amarni u Egiptu.

## Povijest nalaza
Kopajući u potrazi za nepečenom opekom na jednom brežuljku u Amarni, jedna žena je 1885. slučajno naišla na nekoliko glinenih pločica. Pločice, ispisane klinastim pismom, znanstvenici su u početku smatrali lošom krivotvorinom, da bi se kasnije utvrdilo da su to diplomatska pisma raznih kraljeva Ehnatonu. Mnoga od njih su pisali relativno nevažni kraljevi tražeći da im Egipat za njihovu lojalnost uzvrati robom i zlatom.
Flinders Petrie uspio je 1891./1892. otkopati cijeli državni arhiv u Akhetatonu, i pronaći nove glinene pločice. Do danas je poznato 379 tih pločica. Sadržavaju dio azijske korespondencije egipatskog dvora kroz više decenija. Starija pisma su iz vremena vladavine Amenofisa III., dok su mlađa iz vremena vladavine Ehnatona. Kako većina pisama nisu datirana, njihov vremenski redosljed je problematičan. Etikete od alabastera dokazuju, da su pločice bile uredno obilježene i složene u drvenim sanducima. Osim tri, sva druga pisma pisana su klinastim pismom akadskim jezikom, dijelom sa snažnim lokalnim obilježjima. U to vrijeme je akadski bio općeprihvaćen kao latinski u srednjem vijeku ili engleski danas.
Iz nekih pisama moglo se zaključiti kakva je bila vanjskopolitička situacija Egipta. Glinene pločice su kako pisma pojedinih knezova i kraljeva Ehnatonu, tako i odgovori (spremljene i odložene kopije) koje je slao Ehnaton. Neka pisma su samo moljakanje pojedinih vladara da im faraon pošalje zlato. Na glinenim pločicama javljani su i odnosi između pojedinih rivalizirajućih provincija. U ovim pismima nailazi se i na prvo spominjanje naroda Habiru o čijoj povezanosti s hebrejima se još raspravlja.
Pisma daju uvid i u položaj pisca u odnosu na faraonovu vlast. U jednom pismu autor se raspituje o zdravlju Teje, Ehnatonove majke, koja je također živjela u Akhetatonu. Teje je očigledno imala istaknuto mjesto na dvoru faraona.
U šet pisama iz 14. stoljeća pr. Kr. spominje se Jeruzalem, a pisao ih je tadašnji jeruzalemski vladar. To je ujedno i prvi spomen Jeruzalema, grada koji je četiri stoljeća kasnije osvojio kralj David i učinio prijestolnicom Izraela.

## Problemi u istraživanju
Čini se neobičnim, da državni arhiv nije otpremljen iz Amarne nakon što su se ponovo uspostavili stari odnosi. Na više pločica se faraona preklinje za pomoć. Dramatično opisani događaji čine se rezultatom odsustva faraonovog djelovanja, čija posljedica je bila gubitak vlasti a ponekad i života pojedinih pošiljaoca pisama. To dovodi do teze, da je Ehnaton živio u Amarni odvojen od svijeta i da je u vrijeme njegove vladavine izgubljen niz provincija. No, neki egiptolozi, među njima Cyril Aldred, smatraju, da te države ne treba gledati kao dio egipatskog carstva, nego samo kao ovisne države. Aldred smatra, da su faraoni smišljeno pomagali ili se držali po strani od utjecanja na te male azijske vladare kako ni jedno od tih malih kraljevstava ne bi dobilo značajniju ulogu. Dramatično pisanje je, smatra on, bilo u to vrijeme uobičajeni stil vladara, a faraoni su namjerno odbijali pomoći određena kraljevstva kako bi očuvali ravnotežu moći između njih.

## Vanjske poveznice
- Pisma iz Amarne (njemački)
- Shlomo Izre'el, The Amarna Tablets (engleski), s transliteracijom pisama iz Kaanaana: http://www.tau.ac.il/humanities/semitic/amarna.html
- http://www.tau.ac.il/humanities/archaeology/projects/proj_amarna.html, O mineralogiji i porijeklu (engleski)
- http://terraflex.co.il/ad/egypt/amarnaletters.htm  Arhivirana inačica izvorne stranice od 28. rujna 2007. (Wayback Machine) Neka pisma (engleski)
- http://www.specialtyinterests.net/eae.html Registar